# Mr. Bean's Holiday
Mr. Bean's Holiday (prt: Mr. Bean em Férias; bra: As Férias de Mr. Bean) é um filme de comédia de 2007 dirigido por Steve Bendelack e escrito por Hamish McColl e Robin Driscoll. Trata-se de uma produção franco-americana-britânica produzida pelos estúdios da StudioCanal, Working Title Films e Tiger Aspect Productions, sendo distribuída pela Universal Pictures. Baseado na famosa série televisiva britânica Mr. Bean, o longa é uma sequência independente de Bean de 1997, sendo estrelado por Rowan Atkinson no papel principal, Max Baldry, Emma de Caunes e Willem Dafoe.
O filme foi lançado nos cinemas do Reino Unido em 30 de março de 2007, na França em 18 de abril de 2007 e nos Estados Unidos em 24 de agosto de 2007. Recebeu comentários mistos dos críticos, embora geralmente foi considerado uma melhoria em relação ao seu antecessor. Se tornou um sucesso comercial, tendo arrecadado 232,2 milhões de dólares em todo o mundo contra um orçamento de 25 milhões de dólares.

## Enredo
Em um dia chuvoso em Londres, Mr. Bean ganha o sorteio da rifa de uma igreja onde ele obtém o primeiro prêmio: uma estadia no litoral de Cannes na França, uma câmera de vídeo Sony Handycam e 200 euros em dinheiro vivo para gastar.
Na sequência de um mal-entendido envolvendo um táxi na Gare du Nord em Paris, Bean é forçado a caminhar até a Estação de Lyon de La Defense para embarcar em seu próximo trem para Cannes. No entanto, após prender sua gravata em uma máquina de venda automática, Bean acaba perdendo o primeiro trem. Enquanto espera pelo próximo, ele janta no Le Train Bleu (um restaurante localizado dentro da estação), onde ele acidentalmente pede lagostins e ostras. Ele come um dos lagostins inteiro, mas após experimentar uma das ostras e não gostar, Bean as despeja na bolsa de uma mulher próxima, fingindo comê-las, causando uma surpresa desagradável para a moça quando ela pega o seu celular de dentro da bolsa logo após Bean sair sorrateiramente do local.
De volta à plataforma de embarque, Bean pede a um cineasta russo chamado Emil Dachevsky que use sua filmadora para filmá-lo entrando no trem, mas gasta tanto tempo gravando a cena que a composição começa a sair. Embora Bean consiga entrar no trem, as portas fecham antes que Emil possa entrar. O filho de Emil, Stepan que estava do lado de dentro do trem, grita desesperadamente pela janela enquanto vê seu pai correndo pela plataforma atrás do comboio; com o trem seguindo viagem sem Emil, Bean tenta fazer amizade com Stepan, que o recusa por conta do infortúnio causado pelas filmagens que fizeram com que seu pai não conseguisse embarcar.
Na próxima estação, Stepan desembarca para aguardar o próximo trem e encontrar seu pai, mas o garoto furta a câmera de Bean; após dar por falta dela Bean desce do trem para recuperá-la, mas a composição acaba seguindo viagem enquanto Bean busca sua câmera. Sem a sua maleta, que foi levada pelo trem, Bean decide esperar a próxima composição junto com Stepan, mas esta quando chega não para na estação por se tratar de um trem expresso. Bean e Stepan conseguem avistar Emil segurando um cartaz com um número de telefone celular pela janela enquanto o trem segue embora; Bean decide filmar o cartaz com sua câmera para ligarem depois, mas ao checarem a filmagem, Bean e Stepan veem que os dois últimos dígitos do telefone foram cobertos pelos dedos de Emil quando ele segurou o cartaz. Bean decide anotar diversas sequências possíveis para tentar fazer a ligação em um telefone na plataforma da estação; após algumas tentativas, Bean e Stepan entram no próximo trem, mas são expulsos na próxima estação pois Bean havia esquecido sua carteira com seus documentos e sua passagem no telefone da estação anterior enquanto realizavam as chamadas.
Sem dinheiro, Bean e Stepan perambulam com fome numa feira próxima dali; após ver alguns músicos conseguindo dinheiro tocando pela praça, Bean decide dançar algumas músicas que tocavam em uma banca de CD's do local. Após serem aclamados pelos transeuntes por uma performance de O Mio Babbino Caro, os dois conseguem arrecadar dinheiro suficiente para comprarem alguns alimentos e duas passagens de ônibus para Cannes. No entanto, Bean consegue perder o seu bilhete que é levado por uma brisa da praça até parar numa perna de uma galinha que é levada por um fazendeiro em um carro, a qual ele persegue com uma bicicleta indo parar fora da cidade; na estrada, Bean avista o fazendeiro entrando com o seu carro em uma fazenda e larga a bicicleta à beira da estrada para entrar no local, mas desiste de procurar a passagem após avistar mais galinhas e deixa o local furiosamente. Após perceber que sua bicicleta foi destruída por um tanque de guerra que passou por ali, Bean segue pela estrada a pé. Exausto de tanto andar, ele adormece em um local implícito e acorda no dia seguinte no que parece ser uma pitoresca aldeia francesa atacada pela Wehrmacht com um Sturmgeschütz III, quando na verdade é um filme para um comercial de iogurte dirigido pelo cineasta Carson Clay. Bean é aceito para fazer uma ponta na cena, mas é dispensado depois que Carson Clay percebe que Bean está usando sua câmera no meio das filmagens. Com a bateria da câmera se esgotando, Bean a recarrega numa tomada que alimentava um simulador de explosão para as cenas. Após perceber que elas falharam, Carson Clay decide verificar ele mesmo o problema, mas Bean reconecta o cabo do aparelho de volta na tomada após recarregar sua câmera, causando uma explosão.
De volta à estrada, Bean recebe uma carona da atriz do supracitado comercial Sabine, uma artista aspirante que está a caminho da cerimônia do Festival de Cannes, onde o filme em que ela fez sua estreia será apresentado; ela dirige um Mini muito parecido com o de Bean, que fica impressionado com tamanha semelhança. Quando eles param em um posto de serviço da estrada, Bean encontra Stepan em companhia da banda que estava na praça onde eles iriam pegar o ônibus. Sabine concorda em levá-lo também para Cannes; por falta de comunicação, Sabine pensa que Stepan é filho de Bean, enquanto Stepan acha que Sabine é a noiva de Bean. Bean usa o celular de Sabine para continuar realizando as ligações para o pai de Stepan, novamente sem sucesso. Após um tempo, Sabine adormece ao volante no meio da estrada, e Bean toma a direção do veículo pela noite.
Na manhã seguinte, eles finalmente chegam a Cannes. Quando Sabine entra em um banheiro de um posto de gasolina para se arrumar para o festival, ela vê a foto de Bean em um noticiário na TV do local que mostra que ele é suspeito de sequestrar Stepan enquanto Sabine é mostrada como sua cúmplice. Como a estréia em Cannes está marcada para começar em uma hora, ela decide não ir à polícia para esclarecer o mal-entendido. Para entrarem na estréia escondidos, Stepan e Bean se disfarçam como a filha e mãe de Sabine, respectivamente, e conseguem fugir da polícia.
Depois de entrarem na estréia, Sabine mostra-se desapontada ao ver que a cena que ela iria aparecer foi cortada do filme; Bean também não fica muito contente, mas tem uma ideia. Conecta sua câmera de vídeo ao projetor, projetando suas filmagens de sua viagem na sala de cinema. As toscas cenas em que Bean aparece se encaixam bem com a narração do diretor Carson Clay e ele, juntamente com Sabine e Bean recebem aplausos de pé enquanto Stepan finalmente se reencontra com seu pai e sua mãe, quando o pai, Emil, acusa Bean de ter sequestrado seu filho, mas o mal entendido é esclarecido. Carson Clay aparece furioso diante de Bean, mas a reação do público é positiva e por isso saúda Bean por ter salvado seu filme. Após a exibição, Bean sai do prédio pela porta dos fundos e avista finalmente o mar de Cannes e caminha até a areia da praia. Após isso, é apresentado uma sequência de cenas que mostra Bean tocando os pés na beira da água enquanto Sabine é entrevistada e dá autografos, Carson Clay ensinando métodos de filmagens usados por Bean no filme e Stepan brincando com seus pais na praia. O filme termina com todo o elenco cantando na praia a música La Mer de Charles Trenet.
Em uma cena pós-créditos, Bean escreve "FIN" (Fim, em francês) na areia com o pé e filma com sua câmera até que a maré apague as letras e a bateria da filmadora acabe novamente.

## Elenco
- Rowan Atkinson como Mr. Bean
- Emma de Caunes como Sabine
- Max Baldry como Stepan Dachevsky
- Willem Dafoe como Carson Clay
- Karel Roden como Emil Dachevsky

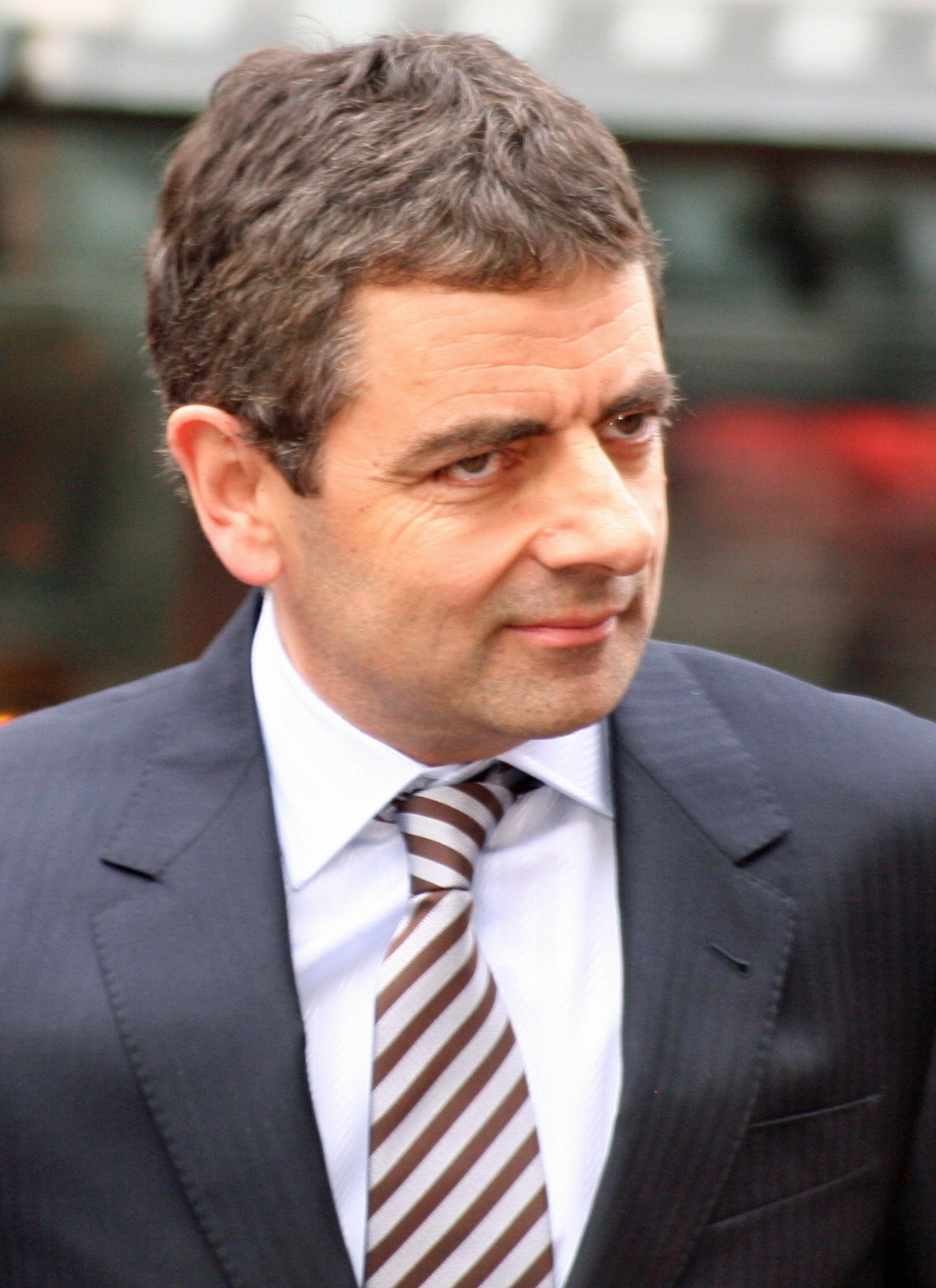
Rowan Atkinson na estréia do filme em março de 2007.

- Jean Rochefort como o maître d'hôtel e do restaurante Le Train Bleu da Gare de Lyon
- Catherine Hosmalin como a inspetora que expulsa Mr. Bean e Stepan do trem
- Urbain Cancelier como o motorista do ônibus que Mr. Bean e Stepan iriam pegar
- Julie Fournier como esposa de Emil e mãe de Stepan
- Francis Coffinet como agente funerário
- Stéphane Debac como controlador de tráfego de Paris
- Julie Ferrier como a assistente de Carson Clay no comercial de iogurte
- Steve Pemberton como o vigário da igreja na qual a rifa foi realizada
- Lily Atkinson como Lily, menina que controla o aparelho de som e auxilia o vigário no sorteio da rifa[8]

## Produção
Em fevereiro de 2001, antes mesmo de participar das filmagens de Scooby-Doo, Rowan Atkinson foi convidado para realizar um segundo filme sobre seu personagem Mr. Bean indo para uma aventura australiana sob o título de trabalho "Down Under Bean". No entanto, posteriormente o roteiro foi mudado para que o filme fosse ambientado na França.
Em março de 2005, as notícias sobre a realização do filme foram divulgadas sugerindo que o longa seria escrito por Simon McBurney, mas em dezembro de 2005, Atkinson afirmou que o roteiro estava sendo escrito por ele e seu colaborador de longa data, Richard Curtis. O roteiro foi posteriormente confirmado como tendo sido escrito por Robin Driscoll e Hamish McColl, enquanto a história foi escrita por McBurney.
O filme começou a ser rodado em 15 de maio de 2006 sob o título alternativo "Bean 2"; o filme foi gravado em diversas locações da Inglaterra e na França, particularmente durante o Festival de Cinema de Cannes de 2006. Nesse ponto, o título do filme foi alterado de "Bean 2" para "French Bean", e posteriormente para Mr. Bean's Holiday, numa referência ao filme de comédia francês de 1953 Les Vacances de monsieur Hulot (a qual o título em inglês é "Monsieur Hulot's Holiday"), cujo personagem-título serviu de influência para a criação do próprio Mr. Bean nos anos 90.
Em 2022, Atkinson admitiu que, como não era atleta nem ciclista, considerou a sequência em que ele anda de bicicleta na estrada como a atuação mais difícil que ele já havia feito interpretando Mr. Bean.

### Música
A trilha sonora do filme foi escrita por Howard Goodall. Ele organizou uma orquestração sinfônica de partitura sofisticada, em vez da tendência da série original da televisão que era limitada a simples repetições musicais e apresentava leitmotivs cativantes para personagens ou cenas específicas. A canção-tema do filme foi "Crash", interpretada pelo músico Matt Willis.

## Lançamento
Mr. Bean's Holiday foi o filme oficial do Red Nose Day 2007, com parte de sua receita indo para a instituição de caridade Comic Relief. Antes do lançamento do longa, uma produção paralela e mais simples de um roteiro chamado Mr. Bean's Wedding foi exibida no programa da Comic Relief na BBC One em 16 de março de 2007.
A estreia oficial aconteceu na Odeon Leicester Square, em Londres. A Universal Pictures lançou um teaser trailer para o filme em novembro de 2006 e lançou um site oficial online no mês seguinte.

### Mídia doméstica
Mr. Bean's Holiday foi lançado em DVD e HD DVD em 27 de novembro de 2007. A versão em DVD está em widescreen. O DVD ficou em primeiro lugar na paradas de mídias domésticas do Reino Unido em sua semana de lançamento.
O DVD possui extras como bastidores da produção do filme e quinze cenas deletadas.

## Recepção

### Comercial
Mr. Bean's Holiday estreou nos Estados Unidos em 24 de agosto de 2007 ao lado de War e The Nanny Diaries, e arrecadou 9 889 780 dólares em seu fim de semana de estreia enquanto esteve em cartaz em 1.714 cinemas, obtendo uma média de 5 770 dólares por sala e ficando em quarto lugar nas bilheterias. O filme encerrou seu circuito nos cinemas com uma receita bruta estadunidense de 33 302 167 dólares e 198 923 741 dólares em outros países, perfazendo um total mundial de 232 225 908, se tornando um sucesso comercial considerando seu orçamento de 25 milhões de dólares.

### Crítica
No agregador Rotten Tomatoes, o filme tem uma taxa de aprovação de 52% com base em 113 avaliações com uma classificação média de 5,5/10. O consenso crítico do site diz, "Mr. Bean's Holiday é um bom filme, mas por mais que seja bom não é possível suportar 90 minutos de palhaçada monótona e piadas cansativas e óbvias". No Metacritic, o filme tem a pontuação 56/100 com base em 26 críticos, indicando "revisões mistas ou médias". As audiências pesquisadas pelo CinemaScore deram ao filme uma nota média de "B" numa escala que varia de A+ a F.

## Nomeações
| Cerimônia                 | Categoria                                                            | Nominação  | Resultado |
| ------------------------- | -------------------------------------------------------------------- | ---------- | --------- |
| Young Artist Awards 2008  | Melhor Performance em Longa-Metragem - Melhor Ator Jovem Coadjuvante | Max Baldry | Indicado  |
| National Movie Award 2007 | Melhor Comédia ou Musical                                            |            | Indicado  |